# Ядерна енергетика Данії
Данія імпортує, але не виробляє ядерну енергію, що відповідає закону 1985 року, ухваленому парламентом Данії, який забороняє виробництво електроенергії з атомної енергії в Данії. У 2014 і 2015 роках (імпортована) ядерна енергія становила 3-4% споживання електроенергії в Данії.
Замість того, щоб будувати атомну енергетику, Данія перевела нафтові станції на вугілля та побудувала нові вугільні електростанції настільки ефективно, що протягом кількох років Данія була другим найбільшим імпортером вугілля у світі (11-12 мільйонів тонн на рік). Останні десятиліття Данія зосереджувалася на відновлюваних джерелах енергії, таких як енергія вітру, щоб зменшити залежність країни від вугільної енергії. У 2007 році близько 11,4 ТВт-год електроенергії було експортовано та 10,4 ТВт-год імпортовано. Імпорт зі Швеції склав 5 ТВт-год, з Норвегії – 3,9 ТВт-год, з Німеччини – 1,5 ТВт-год. І Швеція, і Німеччина мають частку ядерної енергії у своєму виробництві електроенергії.
Починаючи з 2003 року, три ядерні дослідницькі реактори в колишній національній лабораторії Risø були закриті, і знаходяться в процесі демонтажу. Реактори отримали назви ДР-1, ДР-2 і ДР-3 і мали такі властивості:
| Назва | Тип реактора       | Теплова потужність | Роки експлуатації | Виведений з експлуатації |
| ----- | ------------------ | ------------------ | ----------------- | ------------------------ |
| DR1   | Гомогенний реактор | 2 kW               | 1957–2001         | 2003–2006                |
| DR2   | Басейновий реактор | 5 MW               | 1958–1975         | від 2003                 |
| DR3   | DIDO               | 10 MW              | 1960–2000         | від 2003                 |

Однак питання впровадження ядерної енергетики в Данії знову загострилося з 2019 року, коли COP-19 і стан клімату показали, що існує глобальна потреба в нових або інших джерелах енергії, які не викидають такі ж великі. кількості CO2 та інших парникових газів як викопного палива. Рух «Атомкрафт, я так» збільшився чисельно та отримав широкий розголос у ЗМІ. У серпні 2023 року опитування Gallup показало, що 55% населення Данії позитивно ставляться до ядерної енергетики порівняно з 26% проти. У 2024 році Технічний університет Данії відновив данські дослідження ядерної енергетики.
У 2015 році було створено дві датські компанії Seaborg Technologies і Copenhagen Atomics. Обидві є приватними компаніями, які працюють над розробкою так званих реакторів з розплавленої солі (MSR), де паливо, що розщеплюється, змішується з розплавленою сіллю, і мають значно нижчий вихідний ефект, ніж звичайні комерційно доступні ядерні енергетичні реактори. Тому вони менші за розміром і в обох випадках матимуть модульну конструкцію (малі модульні реактори (SMR)).

## Зовнішні посилання
- Nuclear Energy in Denmark
- Belgium reverses phase-out policy as Denmark reconsiders nuclear